# Binnendelta
Ein Binnendelta ist ein Flussdelta, das sich im Binnenland befindet. Das Fließgewässer teilt sich dort durch Hindernisse und Strömungseffekte – so etwa vor Sedimentablagerungen nach Überschwemmungen – nach dem Prinzip eines Schwemmfächers bei meist geringem Gefälle ähnlich einem Mündungsdelta am Meer in mehrere Wasserläufe auf. Meist mündet es in einen Endsee in einem abflusslosen Becken oder versickert in einem Trockengebiet. Doch auch ein verzweigter Abschnitt eines Flusses in einer Niederung wird oft als Binnendelta bezeichnet oder fachsprachlich als anastomosierender Fluss.

## Binnendelta ohne Abfluss in die Weltmeere

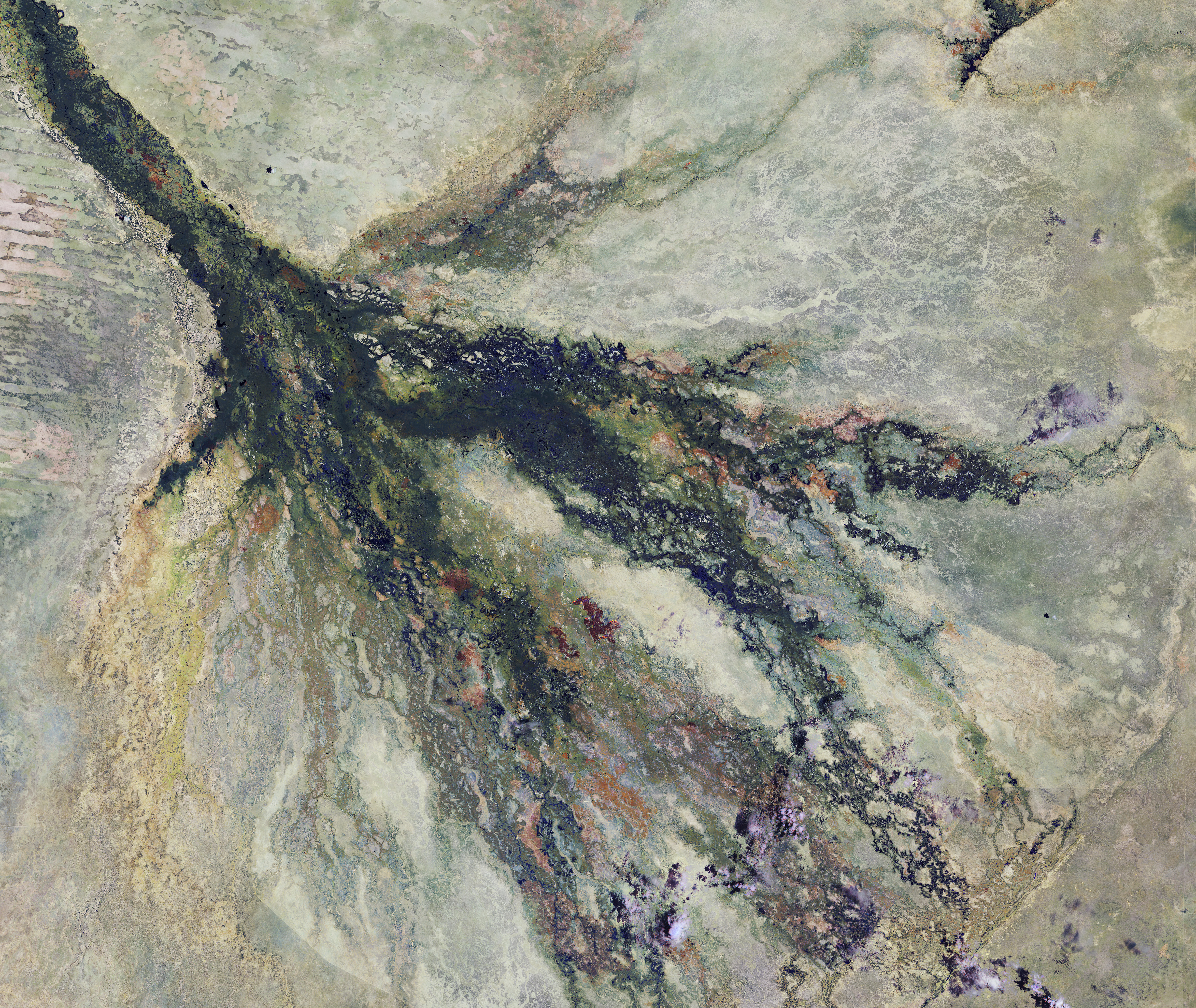
Satellitenbild des Okavangodeltas

In einem Binnendelta ohne Abfluss teilt sich ein Fließgewässer in zwei oder mehrere Flussarme auf, die dann maximal bis zum niedrigsten Punkt eines meist abflusslosen Beckens fließen, wo das Wasser verdunstet oder versickert. In einer solchen Landschaftsform, die niedriger als das sie umgebende Gebiet und auch unterhalb des Meeresspiegels liegen kann, kann sich das Wasser auch sammeln, so dass vor allem in den tropischen Regenzeitgebieten ein Feuchtgebiet mit periodisch auftretenden Überschwemmungen entsteht. Wenn der Zufluss von Wasser somit größer als die Verdunstung ist, können in diesen Becken Sümpfe, zyklisch auftretende oder dauerhafte Seen entstehen.
Beispiele für ein Binnendelta ohne Abfluss sind:
Mündung in ein Stehgewässer:
- Wolga mündet ins Kaspische Meer
- Amudarja mündet in den Aralsee (Endsee; Usbekistan)
- Syrdarja mündet in den Aralsee (Endsee; Kasachstan)
- Ili mündet in den Balchaschsee (Endsee; Kasachstan)
- Jordan mündet ins Tote Meer
- Río Dulce mündet ins Mar Chiquita (Argentinien)

Versickerung resp. Verdunstung:
- Helmand mündet in der Godzareh-Niederung (Iran und Afghanistan)
- Murgab versickert in der Karakum-Wüste (Turkmenistan)
- Tarim versickert im Tarim-Becken (China)[2]
- Okavango mündet in das Okavangodelta in der Kalahari (Botswana)[3]

## Binnendelta mit Abfluss
Ein Binnendelta mit Abfluss wird in der Fachsprache als anastomosierender Fluss bezeichnet. Hier fließt das Wasser eines oder mehrerer Fließgewässer in einer Niederung nicht direkt aus diesem Landschaftsbereich ab. Das (oder die) Fließgewässer teilt sich zuerst in zwei oder mehrere Flussarme auf, die sich häufig am niedrigsten Punkt der Gegend wieder vereinen und in einem gemeinsamen Flusslauf weiterfließen. Durch die den Bereich abschließende Engstelle kann sich das Wasser im Binnendelta stauen, es entsteht ein Feuchtgebiet mit häufigen Überschwemmungen, oder es bildet sich ein See.
Beispiele für ein Binnendelta mit Abfluss sind:
- Oderbruch nördlich von Frankfurt (Oder)
- Hase bei Quakenbrück
- Havel im Stadtgebiet Brandenburgs an der Havel, Rathenows und zwischen Havel und Gülper Havel[4]
- Wümme bei Fischerhude
- Elbe bei Hamburg (Teilbereich der Unterelbe, bildet jetzt den Hamburger Hafen)
- Elbe bei Lutherstadt Wittenberg[5]
- Spree im Spreewald[6]
- Saale im Stadtgebiet von Halle (Saale)
- Weiße Elster verzweigt sich stark zwischen Zwenkau und der Mündung in die Saale, wird beim Zufluss von Pleiße und Parthe Leipziger Gewässerknoten genannt
- Alpenrhein in den Bodensee
- Tiroler Achen fließt im Verlauf ihres Deltas in den Chiemsee, der durch die Alz entwässert wird
- Donautal zwischen Bratislava und Iža
- Rhein-Maas-Delta in den Niederlanden (die Flussmarschen wurden bis ins Hochmittelalter durch Küstenmoore eingeengt)
- Leieebene im Département Nord und der Provinz Westflandern
- Tajo (Spanien)
- Vardar-tal in Makedonien
- Ob im Westsibirischen Tiefland; zudem ein Mündungsdelta und einen -trichter am Unterlauf des Flusses
- Rio Negro (Amazonas) oberhalb von Manaus
- Niger in der Massina-Niederung; zudem ein Mündungsdelta am Ende des Unterlaufes[7]
- Hadejia-Nguru-Feuchtgebiete im nordöstlichen Nigeria
- Rio Purus fließt im Verlauf seines Deltas in den Amazonas
- Peace-Athabasca-Binnendelta (Kanada)
- Mekong
- Ligawasan-Flussmarschen und Agusan-Marschland auf der Insel Mindanao in den Philippinen